# Ávárán
Ávárán (urdu nyelven: آواران, nemzetközi változatban Awaran) egy város Pakisztán délnyugati részén, Beludzsisztán tartományban. Ávárán kerület központja, és mint ilyen, egyben egy több települést is átfogó közigazgatási egység, egy tehszil központja is.